# Chemci
Chemci est une femme Kabyle originaire de la confédération des Aït Iraten et qui a gouverné la confédération élargie des Zouaoua,, vers le milieu du XIVe siècle.